# 圣艾蒂安德屈讷
圣艾蒂安德屈讷（法語：Saint-Étienne-de-Cuines，法語發音：[sɛ̃.t‿etjɛn də kɥin]）是法国萨瓦省的一个市镇，属于圣让德莫里耶讷区。

## 地理
圣艾蒂安德屈讷（45°20'32"N, 6°17'30"E）面积20.5 平方千米，位于法国奥弗涅-罗讷-阿尔卑斯大区萨瓦省，该省份为法国东部省份，历史上为薩伏依的一部分，北起上萨瓦省，西接伊泽尔省和安省，南部和东部与上阿尔卑斯省和意大利接壤。
与圣艾蒂安德屈讷接壤的市镇（或旧市镇、城区）包括：阿勒瓦尔、拉尚布尔、圣阿尔邦德维拉尔、圣阿夫尔、圣玛丽德屈讷。

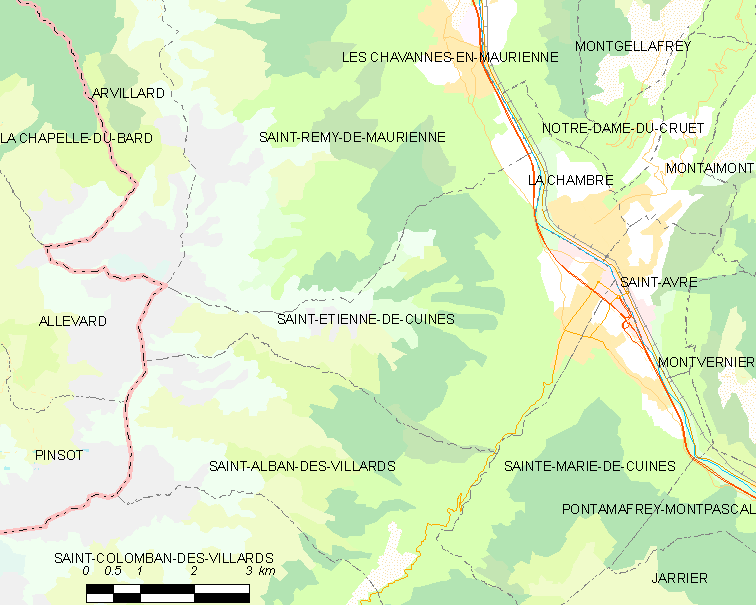
圣艾蒂安德屈讷的OSM定位图

圣艾蒂安德屈讷的时区为UTC+01:00、UTC+02:00（夏令时）。

## 行政
圣艾蒂安德屈讷的邮政编码为73130，INSEE市镇编码为73231。

## 政治
圣艾蒂安德屈讷所属的省级选区为圣让德莫里耶讷县。

## 人口

1962-2008年间圣艾蒂安德屈讷人口变化图示

圣艾蒂安德屈讷于2022年1月1日时的人口数量为1193人。